# Elisabeth Liljenroth
Elisabeth Liljenroth, född 26 mars 1935 i Stockholm, är en svensk skådespelare.

## Filmografi
- 1955 – Resa i natten
- 1955 – Flickan i regnet